# Afriški savanski slon
Afriški savanski slon (znanstveno ime Loxodonta africana) je razširjen je po afriških stepah in savanah in je eden od dveh živih vrst afriških slonov. 
Je največja živa kopenska žival s samci, ki dosežejo višino ramen do 3,96 m in telesno maso do 10,4 t. Razširjen je v 37 afriških državah in naseljuje gozdove, travnike, mokrišča in kmetijska zemljišča. Od leta 2021 je na Rdečem seznamu IUCN uvrščen kot prizadeta vrsta. Ogroža ga predvsem uničenje habitatov, na delih območja pa tudi lov na meso in slonovino. Je družabni sesalec, ki potuje v čredah, sestavljenih iz samic in njihovih potomcev. Odrasli samci običajno živijo sami ali v majhnih samskih skupinah. Je rastlinojedec, prehranjuje se s travami, plazečimi rastlinami, zelišči, listi in lubjem.

## Taksonomija
Elephas africanus je bilo znanstveno ime, ki ga je leta 1797 predlagal Johann Friedrich Blumenbach. Loxodonte je kot domače ime za afriške slone predlagal Frédéric Cuvier leta 1825. To ime se nanaša na sklenino molarnih zob v obliki pastile, ki se bistveno razlikuje od oblike molarne sklenine azijskega slona.
V 19. in 20. stoletju so naravoslovci in kustosi naravoslovnih muzejev iz različnih delov Afrike opisali več zooloških primerkov, med drugim:
- Elephas (Loxodonta) oxyotis in Elephas (Loxodonta) knochenhaueri Paula Matschieja leta 1900. Prvi je bil primerek iz zgornje reke Atbara v severni Etiopiji, drugi pa primerek iz območja Kilwa v Tanzaniji.[4]
- Elephas africanus toxotis, selousi, peeli, cavendishi, orleansi in rothschildi Richarda Lydekkerja iz leta 1907, ki je domneval, da je velikost ušes prepoznavni znak za raso. Ti primerki so bili posneti v Južni Afriki, Mashonalandu v Zimbabveju, gorovju Aberdare in območju Turkanskega jezera v Keniji, v Somalilandu oziroma v zahodnem Sudanu.[5]
- Severnoafriški slon (L. a. pharaohensis) avtorja Paulusa Edwarda Pierisa Deraniyagale leta 1948 je bil primerek iz Fayuma v Egiptu.[6]

Danes vsa ta imena veljajo za sopomenke.

## Značilnosti

### Telesne mere
- Višina rame: samec do 3 metre, samice malo
- manjše
- Teža:  samci do 6 ton, samice do 4 tone

### Razmnoževanje
- Spolna zrelost: s 14-15 leti
- Obdobje parjenja: celo leto
- Trajanje brejosti: 22 mesecev
- Število mladičev: samo en mladič

- Lobanje afriškega savanskega slona (levo) in afriškega gozdnega slona (desno)
- Lobanje afriškega savanskega slona (levo) in afriškega gozdnega slona (desno)
- Okostje samice afriškega savanskega slona na ogled v Museum of Osteology, Oklahoma City
- Družina slonov v Narodni park Amboseli, Kenija
- Mladi samci v skupini odraščajočih v NP Hwange, Zimbabve

## Način življenja
- Obnašanje: živi družabno in v družinskih skupnostih
- Oglašanje: globoko brundanje kot stalna oblika sporazumevanja; močno trobentanje če je razdražen
- Prehranjevanje: je rastlinojedec: je travo, listje, sadje, manjše veje in vejice
- Življenjska doba: približno 70 let

## Plenilci
Odrasli sloni veljajo za neranljive za plenilce. Mladiča včasih plenijo levi in lisaste hijene. Odrasli sloni pogosto preganjajo plenilce, zlasti leve, z nadlegovanjem.
V bocvanskem narodnem parku Chobe so levi napadali in se hranili z mladimi in pododraslimi sloni, ko je bilo manjših vrst plena malo. Med letoma 1993 in 1996 so levi uspešno napadli 74 slonov; 26 jih je bilo starejših od devetih let, eden pa je bil samec, starejši od 15 let. Večina je bila pobitih ponoči, lov pa je bil pogosteje v noči padajoče lune kot v svetlih luninih nočeh. V istem parku so levi oktobra 2005 ubili osem slonov, starih od enega do 11 let, od tega dva starejša od osem let. Uspešni lovi so potekali po temi, ko je krdelo presegalo 27 levov, črede pa manjše od petih slonov.

## Grožnje
Afriškega savanskega slona ogrožata predvsem izguba in razdrobljenost habitata zaradi preoblikovanja naravnega habitata za živinorejo, nasadov poljščin ter gradnje urbanih in industrijskih območij. Posledično se je povečal konflikt med človekom in slonom.

## Ohranjanje
Obe vrsti afriških slonov sta od leta 1989 navedeni v Dodatku I Konvencije o mednarodni trgovini z ogroženimi živalskimi in rastlinskimi vrstami. Leta 1997 so bile populacije Bocvane, Namibije in Zimbabveja uvrščene v Dodatek II CITES, prav tako pa populacije Južne Afrika leta 2000. Programi ohranjanja, ki temeljijo na skupnosti, so se začeli v več državah, ki so prispevali k zmanjšanju konfliktov med človekom in slonom ter k povečanju strpnosti lokalnega prebivalstva do slonov.
Leta 1986 je bila ustanovljena baza podatkov afriških slonov z namenom zbiranja in posodabljanja informacij o porazdelitvi in statusu populacij slonov v Afriki. Baza podatkov vključuje rezultate zračnih raziskav, štetja iztrebkov, intervjujev z lokalnimi prebivalci in podatke o krivolovu.
Raziskovalci so odkrili, da je predvajanje posnetih zvokov afriških čebel učinkovita metoda za odgon slonov stran od naselij.
- Obred parjenja v Addo Elephant Park
- Samica s šest tednov starim mladičem v Zimbabve
- Mladič star šest tednov v Zimbabveju

## Stanje
Leta 1996 so ocenjevalci Rdečega seznama IUCN za afriškega savanskega slona menili, da je vrsta ogrožena. Od leta 2021 je ocenjen kot ogrožen, potem ko je bilo ugotovljeno, da se je svetovna populacija v treh generacijah zmanjšala za več kot 50 odstotkov. Približno 70 % njenega obsega je zunaj zavarovanih območij.
Leta 2016 je bila svetovna populacija ocenjena na 415.428 ± 20.111 posameznikov, razporejenih na skupni površini 20.731.202 km², od tega je 30 % zaščitenih. 42 % celotne populacije živi v devetih južnoafriških državah, ki obsegajo 293.447 ± 16.682 posameznikov; Največja afriška populacija živi v Bocvani s 131.626 ± 12.508 posamezniki.

### V ujetništvu
Družbeno vedenje slonov v ujetništvu posnema vedenje slonov v divjini. Samice so z drugimi samicami v skupinah, medtem ko so samci navadno že v mladosti ločeni od mater in so ločeni. Po Schulteju je v 1990-ih v Severni Ameriki nekaj osebkov omogočalo interakcijo s samcem. Drugod so samci smeli samo vohati drug drugega. Samcem in samicam je bilo dovoljeno komunicirati za posebne namene, kot je vzreja. V tem primeru so samice pogosteje preselili k samcu kot obratno. Samice se pogosteje zadržujejo v ujetništvu, ker jih je lažje in ceneje namestiti.

## Sorodne vrste
- Azijski (Indijski) slon